# Life on the Flip Side
| Оценки критиков     | Оценки критиков |
| Источник            | Оценка          |
| ------------------- | --------------- |
| AllMusic            | [ 1 ]           |
| American Songwriter | [ 2 ]           |
| Rolling Stone       | [ 3 ]           |

Life on the Flip Side — тридцатый студийный альбом автора-исполнителя Джимми Баффетта, выпущенный 29 мая 2020 года на лейбле Mailboat Records.

## Отзывы
Альбом получил положительные отзывы музыкальной критики и интернет-изданий: AllMusic, American Songwriter, Rolling Stone.

## Коммерческий успех
Life on the Flip Side дебютировал на втором месте в Billboard 200 со 75 000 единиц (включая 74000 чистых копий альбома) в первую неделю, став 12-м диском в top-10. Он также стал его 22-м диском в top-40 и 40-диском в сумме, попавшим в чарт Billboard 200. Впервые он попал в чарт в 1974 году с альбомом Living and Dying in 3/4 Time.

## Список композиций
| №                   | Название                        | Длительность |
| ------------------- | ------------------------------- | ------------ |
| 1.                  | «Down at the Lah De Dah»        | 3:19         |
| 2.                  | «Who Gets to Live Like This»    | 3:02         |
| 3.                  | «The Devil I Know»              | 2:58         |
| 4.                  | «The Slow Lane»                 | 4:10         |
| 5.                  | «Cussin' Island»                | 4:54         |
| 6.                  | «Oceans of Time»                | 3:31         |
| 7.                  | «Hey, That's My Wave»           | 4:26         |
| 8.                  | «The World Is What You Make It» | 3:43         |
| 9.                  | «Half Drunk»                    | 3:53         |
| 10.                 | «Mailbox Money»                 | 4:19         |
| 11.                 | «Slack Tide»                    | 4:16         |
| 12.                 | «Live, Like It's Your Last Day» | 3:57         |
| 13.                 | «15 Cuban Minutes»              | 5:14         |
| 14.                 | «Book on the Shelf»             | 3:23         |
| Общая длительность: | Общая длительность:             | 55:05        |

## Хит-парады
| Чарт (2020)              | Высшая позиция |
| ------------------------ | -------------- |
| США (Billboard 200)      | 2              |
| США (Top Country Albums) | 1              |